# Agrochola evelina
Agrochola evelina là một loài bướm đêm trong họ Noctuidae.